# William Coryn
William Coryn (Parigi, 18 novembre 1957) è un attore e doppiatore francese.

## Biografia
William Coryn è il figlio del clown Mimile, il cui vero nome era Émile Coryn (1914-1989).
In gioventù ha recitato in numerose soap opera e serie, diventando popolare in televisione.
William Coryn è sposato con l'attrice Nathalie Régnier con la quale Ha due figli: Laetitia Coryn, autrice e fumettista, e Jonathan Coryn, studente alle Beaux-Arts.

## Filmografia

### Cinema
- Aux frais de la princesse - regia di Roland Quignon (1969)
- Il caso del dottor Gailland (Docteur Françoise Gailland) è - regia di Jean-Louis Bertuccelli (1976)
- La ronde de nuit - regia di Gabriel Axel (1978)

### Televisione
- Le Théâtre de la jeunesse - serie TV (1968)
- Le Pain noir - serie TV (1974)
- Les Charmes de l'été - serie TV (1975)
- Au plaisir de Dieu - serie TV (1977)
- Le Roi qui vient du sud - serie TV (1979)
- Médecins de nuit - serie TV (1979)
- Disparitions - serie TV (1984)
- Les Enquêtes du commissaire Maigret - serie TV (1985)

## Doppiaggio

### Film
- Jackie Chan in Drunken Master, Project A - Operazione pirati, Police Story, Project A II - Operazione pirati 2, Police Story 2, The Canton Godfather, Il ritorno di Brian, First Strike, Mr. Nice Guy, Hollywood brucia, Rush Hour - Due mine vaganti, Colpo grosso al Drago Rosso - Rush Hour 2, Spia per caso, Lo smoking, The Medallion, New Police Story, The Myth - Il risveglio di un eroe, Rob-B-Hood, Rush Hour - Missione Parigi, Il regno proibito, Skiptrace - Missione Hong Kong, La vendetta del dragone, The Karate Kid - La leggenda continua, Little Big Soldier, Operazione Spy Sitter, Shaolin - La leggenda dei monaci guerrieri, Chinese Zodiac, Police Story 2013, Dragon Blade - La battaglia degli imperi, The Foreigner, Eroe di acciaio, Iron Mask - La leggenda del dragone, Project X-Traction
- Matthew Broderick in Il boss e la matricola, La notte che non c'incontrammo, Conciati per le feste, Quando tutto cambia, Tower Heist - Colpo ad alto livello, Un disastro di ragazza, Manchester by the Sea, L'eccezione alla regola, Fidanzata in affitto
- Michael Sheen in Tron: Legacy, The Adventurer - Il mistero dello scrigno di Mida, Passengers,  Apostolo
- Steve Buscemi in  Le iene, Prima o poi me lo sposo, Matrimonio a Long Island, Hubie Halloween

### Film d'animazione
- John in Il flauto a sei puffi
- Christ in I Cavalieri dello zodiaco - La dea della discordia
- Marty in Le ali di Honneamise
- Genio in Zio Paperone alla ricerca della lampada perduta
- Lofty in Valiant - Piccioni da combattimento
- Bill la cicogna in Cappuccetto Rosso e gli insoliti sospetti
- Maestro Scimmia in Kung Fu Panda, Kung Fu Panda 2, Kung Fu Panda 3
- Tremotino in Shrek e vissero felici e contenti
- Griffin in Hotel Transylvania, Hotel Transylvania 2, Hotel Transylvania 3 - Una vacanza mostruosa, Hotel Transylvania - Uno scambio mostruoso
- Sensei Wu in LEGO Ninjago - Il film
- Enigmista e King Kong in LEGO Batman - Il film
- Eric in I Mitchell contro le macchine

### Serie televisive d'animazione
- Trunks e Vegeta in Dragon Ball Z
- Sean Philipps in Chōjikū kidan Southern Cross
- Kyle, Kenny e Mr. Garrison in South Park
- Scienziato, Louis e Fred in Frog
- Viral in Sfondamento dei cieli Gurren Lagann
- Todo 360 in Star Wars: The Clone Wars
- Miel in Un idolo nel pallone
- Devo in Le bizzarre avventure di JoJo: Stardust Crusaders
- Papa di Anne in Vinland Saga

### Videogiochi
- Gabo e Wasabi in Runaway: A Twist of Fate
- Doom Stone in Skylanders: Swap Force
- Kyle Broflovski in South Park: Snow Day!

## Doppiatori italiani
Nelle versioni italiane dei suoi ruoli da doppiatore è stato doppiato da:
- Paolo Torrisi e Mauro Gravina in Il flauto a sei Puffi
- Oliviero Dinelli, Mino Caprio e Leonardo Graziano in Frog
- Stefano Miceli in Un idolo nel pallone